# 大江成衡
大江 成衡（おおえ の なりひら）は、平安時代中期の貴族。式部大輔・大江挙周の子。官位は従四位上・大学頭。

## 経歴
大学に入って文章生となり対策に及第。その後、信濃守を経て従四位上・大学頭に至ったとされる。康平6年（1063年）には散位であったことが知られているが、叙位任官の時期や生没年については分かっていない。

## 人物
子の匡房は『江談抄』にて成衡を「無才」としている。しかし匡房は同時に、自分が大成できたのは自らを「江家の文預」と称して、大江氏伝来の蔵書を大切に扱ってこれを伝えた父のお蔭であるとも語っている。

## 系譜
- 父：大江挙周[1]
- 母：高階明順の娘[4]
- 妻：橘孝親の娘[1]
  - 男子：大江匡房（1041-1111）
- 生母不明の子女
  - 男子：頼豪[4]
  - 女子：陽明門院信濃